# Dustin Fowler
Pour les articles homonymes, voir Fowler.
Dustin Ryan Fowler (né le 29 décembre 1994 à Cadwell, Georgie, États-Unis) est un joueur de champ extérieur des Athletics d'Oakland de la Ligue majeure de baseball.

## Carrière
Dustin Fowler est réclamé au 18e tour de sélection par les Yankees de New York lors du repêchage amateur de 2013. 
Il fait ses débuts dans le baseball majeur avec les Yankees le 29 juin 2017 contre les White Sox de Chicago. Il joue au champ droit et dès la première manche de ce premier match est sérieusement blessé lorsque, poursuivant une balle frappée par José Abreu, il fonce dans le mur en territoire des fausses balles du côté droit du terrain. Sorti du terrain sur un brancart avant même d'avoir pu obtenir son premier passage au bâton dans les majeures, Fowler est ensuite opéré pour une rupture du tendon patellaire du genou droit.
Avec deux joueurs des ligues mineures, l'arrêt-court Jorge Mateo et le lanceur droitier James Kaprielian, Dustin Fowler est le 31 juillet 2017 échangé des Yankees aux Athletics d'Oakland en retour du lanceur partant droitier Sonny Gray.